# 張若淑
張若淑（1727年9月18日—1760年3月23日），字慕荀，桐城張氏，安徽安慶府桐城縣（今安慶市桐城市）人，雍正朝大學士張廷玉第三子，正一品廕生出身，官至從五品的戶部浙江司員外郎，有一子一女。

## 生平
雍正五年八月初四日卯時（1727年9月18日）出生，因其父大學士張廷玉之故，以正一品廕生身分，被授予候選員外郎的職位，到了乾隆二十四年（1759年），33歲的若淑被選授為從五品的戶部浙江司員外郎之職，隔年（1760年）於任上過世。

## 家庭
- 父親：張廷玉（1672-1755），清朝三等勤宣文和伯、太保，領班軍機兼保和殿大學士，配享太廟。
- 母親：吳氏（1705－1746），因子若淑貴，誥贈宜人。
- 正室：孫氏（1729－1753），贈陝西督標中營副將，貢生孫曰注之女。
- 繼室：姚氏（1736－1791），江蘇吳縣姚氏出身，橫州知州姚孔政之女，守寡三十三年，奉旨建坊旌表，表崇祀節孝。
- 子：張曾暮，姚氏所出。
- 女：適乾隆甲子舉人，河南候補知縣鄧夢禹。